# تیپ ۳۲ تفنگداران دریایی (یونان)
تیپ ۳۲ تفنگداران دریایی یونان (یونانی: 32 ΤΑΞ ΠΝ - ۳۲η Ταξιαρχία Πεζοναυτών Mοράβας) تیپ تفنگدار دریایی نیروی زمینی یونان است، که در سال ۱۹۱۹ تأسیس شد. ستاد فرماندهی و پادگان تیپ ۳۲ در شهر ولس، تسالی قرار دارد.
این تیپ در شهر بندری ولس مستقر است و نقش اصلی آن پیاده‌نظام و اجرای عملیات آبی-خاکی در جزایر متعدد سواحل یونان است. برخلاف سایر کشورها، تفنگداران دریایی یونان بخشی از ارتش را تشکیل می‌دهند، در حالی که شناورهای لندینگ کرافت و تجهیزات دریایی توسط نیروی دریایی یونان تأمین می‌شوند.